# H1ghr Music
H1ghr Music (hay là H1GHR MUSIC) (tiếng Hàn: 하이어뮤직레코즈) là một hãng thu âm Hip-hop và R&B quốc tế được thành lập bởi rapper Jay Park và người bạn lâu năm là producer Cha Cha Malone vào năm 2017. Trụ sở chính của label ở Hàn Quốc, H1ghr Music được thành lập với mục đích "thu hẹp khoảng cách" giữa các nghệ sĩ Mỹ và Hàn Quốc, tập trung vào các tài năng ở Seattle.

## Lịch sử
H1ghr Music là hãng thu âm hip-hop do Jay Park và Cha Cha Malone thành lập vào năm 2017 với hy vọng tạo ra một hãng thu âm phát triển theo định hướng toàn cầu. Jay Park đã tạo ra label này để thể hiện sự ủng hộ đối với các nghệ sĩ đang phát triển từ quê nhà Seattle, Washington và Hàn Quốc thông qua các hoạt động hợp tác và thu hẹp khoảng cách giữa các nghệ sĩ Hip Hop Hàn Quốc và Mỹ. Tên label tượng trưng cho mục tiêu của các nghệ sĩ là tiếp tục phát triển và đi lên. Rapper Avatar Darko (28AV) là người đã đề xuất thay thế chữ 'i' trong Highr thành chữ '1'.
Label ra mắt với những nghệ sĩ đã ký hợp đồng. Ngoài những người sáng lập, những nghệ sĩ này bao gồm Yultron, Sik-K và pH-1 và các nghệ sĩ ở Seattle Avatar Darko, Raz Simone, Phe Reds, Jarv Dee. Label cũng bắt đầu ký kết với các producer GroovyRoom và Woogie.
Năm 2017, Sik-K ký hợp đồng sau khi tham gia Show Me the Money 4 và sau khi anh chia tay Grandline Entertainment, công ty quản lý cũ của anh. Đĩa đơn đầu tiên của anh ấy, mang tên Fly. Raz Simone đã cho ra mắt album mang tên Drive Theory, sau khi ký hợp đồng.
Cuối năm 2017, H1ghr Music đã ký hợp đồng với producer Mokyo (Thurxday) và rapper Woodie Gochild. Woodie Gochild đã ký hợp đồng sau khi tham Show Me the Money 6.
Năm 2018, label ký hợp đồng với Haon, người vừa chiến thắng High School Rapper 2. Cùng năm anh cho ra mắt album đầu tay Travel:NOAH. Ca sĩ Golden (hay còn được biết với tên G.Soul) thông báo đã gia nhập H1ghr Music, sau 17 năm ở JYP Entertainment.
Năm 2019, label ký hợp đồng với Big Naugty sau khi anh tham gia Show Me the Money 8. Cuối năm 2019, Jarv Dee kết thúc hợp đồng với H1ghr Music.
Năm 2020, H1ghr Music cho ra mắt bản remix bài Gang của Rain, nó đã đứng đầu bảng xếp hạng Hàn Quốc. Label cũng ký hợp đồng với nghệ sĩ mới là Trade L. Tháng 8 năm 2020, label đã công bố một album lớn bao gồm tất cả các nghệ sĩ trong công ty với phiên bản Red Tape: H1GHR sẽ được phát hành vào ngày 2 tháng 9 và Blue Tape: H1GHR  phát hành vào ngày 16 tháng 9 năm 2020.
Tháng 1 năm 2021, Golden chia tay với H1ghr Music. Tháng 3 năm 2021, Groovy Room thông báo thành lập label mang tên AREA (tiếng hàn: 에어리어) hợp tác với H1ghr Music. Label ký hợp đồng với rapper người Mỹ JMIN. Ngày 11 tháng 5 năm 2021, label ký hợp đồng với JayB, anh được biết đến là thành viên và leader của nhóm nhạc Hàn Quốc Got7, sau khi anh rời JYP Entertainment.
Ngày 31 tháng 12 năm 2021, Jay đã thông báo anh sẽ từ chức Giám đốc điều hành của 2 label là AOMG và H1GHR MUSIC.
Ngày 11 tháng 4 năm 2022, H1GHR MUSIC thông báo chào đón thành viên mới, rapper trẻ Park Hyeon Jin, anh đã để lại nhiều ấn tượng tại High School Rapper 4 và cũng được biết đến là cựu trainee của YG Entertainment.
Ngày 25 tháng 7 năm 2022, label thông báo hợp đồng của rapper Sik-K và JayB đã hết hạn và cả hai đều không gia hạn thêm.

## Người sáng lập
Jay Park (Founder | CEO, 2017-2021)
Cha Cha Malone (Co-CEO, 2017-nay)

## Nghệ sĩ

### Rapper và Ca sĩ
- Big Naughty
- Haon
- Jay Park
- pH-1
- Phe Reds
- Trade L
- Woodie Gochild
- JMin
- Park Hyeon Jin

### Producer và DJ
- Cha Cha Malone
- DJ SMMT
- Yultron
- GroovyRoom

### AREA
- GroovyRoom
- GEMINI
- Mirani

### Cựu nghệ sĩ
- Jarv Dee
- 28AV (Avatar Darko)
- Souf Souf
- Mokyo (Thurxday)
- Ted Park
- Raz Simone
- G.Soul (Golden)
- Woogie
- Jay B
- Sik-K

## Collaborations
H1ghr Music đã có một số hợp tác giữa các nghệ sĩ của mình và một số công ty, đáng chú ý nhất là Dingo Music
| Collab                                                                        | Bài hát                   | Ngày ra mắt | Ref    |
| ----------------------------------------------------------------------------- | ------------------------- | ----------- | ------ |
| Dingo x H1ghr Music (Sik-K, pH-1, Jay Park, GroovyRoom)                       | "Iffy"                    | 2017        |        |
| Dingo x H1ghr Music (Woodie Gochild, Haon, Sik-K, pH-1, Woogie)               | "Kit Kat"                 | 2018        |        |
| Dingo x H1ghr Music (Sik-K, Haon, pH-1, Woodie Gochild, Jay Park, GroovyRoom) | "Giddy Up"                | 2019        | [ 26 ] |
| Rain x H1ghr Music (Sik-K, pH-1, Jay Park, Haon)                              | "Gang"                    | 2020        | [ 27 ] |
| Tomorrow X Together x Seori x H1ghr Music (pH-1, Woodie Gochild)              | "0X1 (I Know I Love You)" | 2021        | [ 28 ] |

## Dánh sách đĩa nhạc

### Album
| Năm  | Tên Album                       | Nghệ sĩ                 |
| ---- | ------------------------------- | ----------------------- |
| 2017 | Everywhere                      | GroovyRoom              |
| 2017 | Boycold                         | Sik-K                   |
| 2017 | Putin Work                      | 28AV                    |
| 2018 | Rewind My Tape Part 1           | Woogie                  |
| 2018 | TRAPART                         | Sik-K                   |
| 2018 | #Gochild                        | Woodie Gochild          |
| 2018 | Travel: Noah                    | Haon                    |
| 2018 | Truly Unruly                    | 28AV                    |
| 2019 | HALO                            | pH-1                    |
| 2019 | Room Service                    | GroovyRoom & Leellamarz |
| 2019 | Darko                           | 28AV                    |
| 2019 | On Fire                         | Yultron, Jay Park       |
| 2020 | All eyes on you                 | Cha Cha Malone          |
| 2020 | Officially OG                   | Sik-K                   |
| 2020 | Headliner                       | Sik-K                   |
| 2020 | H1ghr: Red Tape                 | H1ghr Music             |
| 2020 | H1ghr: Blue Tape                | H1ghr Music             |
| 2020 | Vibes Out Souf                  | Souf Souf               |
| 2021 | Bucket List                     | Big Naughty             |
| 2021 | WOOP!                           | Woodie Gochild          |
| 2021 | Homecoming                      | JMin                    |
| 2021 | Feather's Letter                | Woodie Gochild          |
| 2021 | SOMO:Fume                       | Jay B                   |
| 2021 | Feel The Fhythm Of Korea Part 1 | H1ghr Music             |
| 2021 | Time Table - The Trip           | TRADE L                 |
| 2022 | BRB (Be Right Back)             | H1ghr Music             |

### Mixtape
| Năm  | Tên bài          | Nghệ sĩ |
| ---- | ---------------- | ------- |
| 2018 | Young Lomachenko | 28AV    |
| 2020 | X                | pH-1    |

### Singles
| Năm  | Tên bài                          | Nghệ sĩ                                                        | Album        |
| ---- | -------------------------------- | -------------------------------------------------------------- | ------------ |
| 2017 | Smile                            | Phe Reds                                                       | Smile        |
| 2018 | ON THE ROAD                      | Ted Park, pH-1, Sik-K, Woodie Gochild                          | ON THE ROAD  |
| 2019 | Finish Line Remix                | Jay Park Feat. pH-1, Woodie Gochild, HAON, Avatar Darko, Sik-K |              |
| 2019 | Exotic                           | Cha Cha Malone                                                 | Exotic       |
| 2019 | Is It Love? (Prod. GXXD)         | Sik-K Feat, MOON                                               | Is It Love?  |
| 2019 | WestCoast                        | Yultron, Jay Park                                              | WestCoast    |
| 2019 | Senseless                        | Phe Reds Feat. pH-1                                            | Senseless    |
| 2019 | Juice                            | Phe Reds Feat. Hoody                                           | Juice        |
| 2019 | Way 2 You (Prod. Cha Cha Malone) | Phe Reds                                                       | Way 2 You    |
| 2019 | Your Hands (Prod. GRAY)          | Phe Reds                                                       | Your Hands   |
| 2019 | Love On You (Prod. GRAY)         | Phe Reds                                                       | Love On You  |
| 2020 | Nerdy Love (Prod. Mokyo)         | pH-1 Feat. Yerin Baek                                          | Nerdy Love   |
| 2020 | Better                           | Woogie Feat. Golden                                            | Fantasy.1    |
| 2020 | Running Man                      | 28AV                                                           | Running Man  |
| 2020 | PARADISE                         | Woogie Feat. ROMderful & punchnello                            |              |
| 2020 | Love You Now                     | Cha Cha Malone & Chase Henny                                   | Love You Now |
| 2021 | Damaged                          | Cha Cha Malone & Chase Henny                                   | Damaged      |
| 2021 | 365&7                            | pH-1 Feat. JAMIE                                               | 365&7        |
| 2021 | No Fear                          | YULTRON, Kellin Quinn, Amber Liu                               | No Fear      |
| 2021 | Lifestyle                        | YULTRON, VaVa                                                  | Lifestyle    |
| 2021 | STAB (Prod. dress)               | BIG Naughty Feat. eaJ                                          | STAB         |
| 2021 | LATELY                           | pH-1 Feat. Hoody                                               | LATELY       |
| 2022 | White Night                      | TRADE L Feat. Loco                                             |              |

## Giải thưởng và đề cử
| Năm  | Giải thưởng           | Hạng mục                  | Tên label/ Tác phẩm                | Kết quả   |
| ---- | --------------------- | ------------------------- | ---------------------------------- | --------- |
| 2019 | Korean Hip-hop Awards | Label of the Year         | H1ghr Music                        | Đề cử     |
| 2021 | Korean Hip-hop Awards | Label of the Year         | H1ghr Music                        | Đoạt giải |
| 2021 | Korean Hip-hop Awards | Hip-hop Album of the Year | H1ghr: Red Tape / H1ghr: Blue Tape | Đề cử     |
| 2021 | Korean Hip-hop Awards | Hip-hop Track of the Year | The Purge                          | Đề cử     |
| 2021 | Korean Hip-hop Awards | Music Video of the Year   | The Purge                          | Đoạt giải |

## Tours
- H1ghr Music US Tour 2018[29]

| Ngày                     | Thành phố     | Đất nước | Địa điểm            |
| ------------------------ | ------------- | -------- | ------------------- |
| Ngày 26 tháng 4 năm 2018 | Chicago       | Mỹ       | Park West           |
| Ngày 28 tháng 4 năm 2018 | New York      | Mỹ       | FREQ NYC            |
| Ngày 29 tháng 4 năm 2018 | Phoenix       | Mỹ       | Paris of Scottsdale |
| Ngày 4 tháng 5 năm 2018  | Los Angeles   | Mỹ       | 333 Live            |
| Ngày 5 tháng 5 năm 2018  | San Francisco | Mỹ       | The Grand           |
| Ngày 8 tháng 5 năm 2018  | Seattle       | Mỹ       | The Showbox         |